# Săcămaș
Săcămaș – wieś w Rumunii, w okręgu Hunedoara, w gminie Ilia. W 2011 roku liczyła 189 mieszkańców.